# Oleg Anofrijew
Oleg Andriejewicz Anofrijew (ros. Оле́г Андре́евич Ано́фриев; ur. 20 lipca 1930, zm. 28 marca 2018 w Moskwie) – radziecki i rosyjski aktor filmowy i głosowy. Ludowy Artysta Federacji Rosyjskiej (2004).

## Wybrana filmografia

### Role aktorskie
- 1955: Tajemnice domu towarowego jako Sława Sidorkin
- 1956: Piękne dni
- 1958: Dziewczyna z gitarą jako Sawuszkin
- 1961: Szkarłatne żagle
- 1972: Hallo, Warszawa! jako Stefan Skowronski
- 1975: Auto, skrzypce i pies Kleks jako muzyk grający na akordeonie i gitarze
- 1977: Incognito z Petersburga jako Bobczinski
- 1980: Obrót sprawy
- 1982: Tam, na tajemniczych dróżkach
- 1987: Człowiek z bulwaru Kapucynów

### Role głosowe
- 1969: Czterej muzykanci z Bremy jako Trubadur, pies, kot i inne
- 1969: Wilk i Zając jako kapitan statku (odcinek 7)
- 1973: Bajka o popie i parobku jego Bałdzie jako wszystkie postacie
- 1981: Strach ma wielkie oczy
- 1983: Latawiec na dachu

## Nagrody i odznaczenia
- Zasłużony Artysta RFSRR (1969)
- Ludowy Artysta Federacji Rosyjskiej (2004)